# Menschutkin-Reaktion
Die Menschutkin-Reaktion ist eine Reaktion in der organischen Chemie zur Synthese quartärer Ammoniumsalze. Sie wurde 1890 von dem russischen Chemiker Nikolai Alexandrowitsch Menschutkin (russ. Николай Александрович Меншуткин, 1842–1907) entdeckt.
Die Reaktion zwischen Aminen und Halogenalkanen (X = Chlor, Brom oder Iod) zur Synthese von sekundären und tertiären Aminen lässt sich schwer steuern, so dass andere Synthesewege den Vorzug erhalten (z. B. die reduktive Aminierung). Für die Herstellung quartärer Ammoniumsalze ist die Menschutkin-Reaktion jedoch exzellent geeignet. Durch diese Reaktion können leicht Phasentransferkatalysatoren und ionische Flüssigkeiten hergestellt werden.